# Miriam Hopkins
Ellen Miriam Hopkins (Savannah, Georgia, 18 de octubre de 1902-Nueva York, 9 de octubre de 1972) fue una actriz estadounidense nominada al Óscar.

## Carrera
Nacida en Savannah, Georgia, y criada en la cercana Bainbridge, acudió a una escuela femenina en Vermont y a la Syracuse University. A los 20 años fue corista en Nueva York. En 1930, firmó un contrato con Paramount Studios, y debutó oficialmente en el cine en la película Fast and Loose.
Su primer gran éxito fue en la obra maestra de Ernst Lubitsch Trouble in Paradise (Un ladrón en la alcoba) (1932), en la cual demostró su encanto y su ingenio como una hermosa y celosa carterista. El resto de los años treinta trabajó en películas como The Smiling Lieutenant (El teniente seductor) (1931), Dr. Jekyll and Mr. Hyde (El hombre y el monstruo) (1931), Becky Sharp (La feria de la vanidad) (1935), por la cual fue nominada para el Oscar a la mejor actriz, Barbary Coast (Ciudad sin ley) (1935), These Three (Esos tres) (1936) y The Old Maid (La solterona) (1939). Hopkins rechazó el papel de Ellie Andrews en It Happened One Night (Sucedió una noche) (1934).
Hopkins tuvo unas peleas bien publicitadas con su archienemiga Bette Davis (la cual tuvo una aventura con el entonces marido de Hopkins, Anatole Litvak), cuando coprotagonizaron dos películas The Old Maid (1939) y Old Acquaintance (vieja amistad) (1943). Davis admitió haber disfrutado con una de las escenas de Old Acquaintance, en la que debía abofetear con fuerza a Hopkins. Se llegaron a publicar fotografías de las dos divas en un cuadrilátero con guantes de boxeo y con el director Vincent Sherman entre las dos.
Tras Old Acquaintance no volvió a trabajar en el cine hasta 1949, con The Heiress (La heredera). En la comedia de 1951 The Mating Season (Casado y con dos suegras), dirigida por Mitchell Leisen, tuvo una gran actuación cómica como la excesiva madre de Gene Tierney. En esta película también trabajó Thelma Ritter, en el papel de criada y suegra.
Hopkins fue una de las actrices que hizo pruebas para conseguir el papel de Scarlett O'Hara en Lo que el viento se llevó, con una ventaja sobre las demás: era nativa de Georgia. Sin embargo, el papel fue para Vivien Leigh, con Paulette Goddard a poca distancia.

## Vida privada
Se casó y divorció cuatro veces: con el actor Brandon Peters (de 1926 a 1931), con el aviador Austin Parker (de 1931 a 1932), con el director Anatole Litvak (de 1937 a 1939), y por último con el corresponsal de guerra Raymond B. Brock (de 1945 a 1951). En 1932, Hopkins adoptó un hijo, Michael Hopkins.
Hopkins falleció en Nueva York por un infarto de miocardio poco antes de cumplir los 70 años.
Tiene dos estrellas en el Paseo de la Fama de Hollywood: una por su dedicación al cine en el 1701 de Vine Street, y otra por su trabajo televisivo en el 1708 de la misma vía.

## Filmografía
- The Home Girl (1928) (cortometraje)
- Fast and Loose (1930)
- The Smiling Lieutenant (El teniente seductor) (1931)
- 24 Hours (Veinticuatro horas) (1931)
- El hombre y el monstruo (Dr. Jekyll and Mr. Hyde, 1931)
- Hollywood on Parade (1932) (cortometraje)
- Two Kinds of Women (1932)
- Dancers in the Dark (1932)
- World and the Flesh (El tigre del mar negro) (1932)
- Un ladrón en la alcoba (Trouble in Paradise, 1932)
- The Story of Temple Drake (Secuestro) (1933)
- The Stranger's Return (1933)
- Una mujer para dos (Design for Living, 1933)
- All of Me (Mi vida entera) (1934)
- She Loves Me Not (Fuga apasionada, 1934)
- The Richest Girl in the World (La venus de oro) (1934)
- La feria de la vanidad (Becky Sharp, 1935)
- Barbary Coast (Ciudad sin ley) (1935)
- Splendor (Esplendor) (1935)
- Esos tres (1936)
- Men Are Not Gods (Los hombres no son dioses) (1936)
- The Woman I Love (1937)
- Woman Chases Man (Quien conquista es la mujer) (1937)
- Wise Girl (Una chica rubia) (1937)
- La solterona (The Old Maid, 1939)
- Virginia City (Oro, amor y sangre, 1940)
- Lady with Red Hair (1940)
- A Gentleman After Dark (1942)
- Old Acquaintance (Vieja amistad) (1943)
- The Heiress (La heredera) (1949)
- The Mating Season (Casado y con dos suegras, 1951)
- Carrie (1952)
- La calumnia / La mentira infame (The Children's Hour, 1961)
- Fanny Hill (1964)
- La jauría humana (The Chase, 1966)
- Savage Intruder (1969)

## Premios y distinciones
Premios Óscar
| Año  | Categoría    | Película               | Resultado |
| ---- | ------------ | ---------------------- | --------- |
| 1936 | Mejor actriz | La feria de la vanidad | Nominada  |